# Congolla hispidipalpus
Congolla hispidipalpus is een hooiwagen uit de familie Assamiidae.